# Chrysopa annularis
Chrysopa annularis is een insect uit de familie van de gaasvliegen (Chrysopidae), die tot de orde netvleugeligen (Neuroptera) behoort. 
Chrysopa annularis is voor het eerst wetenschappelijk beschreven door Navás in 1921.